# アレハンドロ・アガグ
アレハンドロ・タリク・アガグ・ロンゴ（Alejandro Tarik Agag Longo, 1970年9月18日 - ）は、スペイン・マドリード出身の実業家・政治家。ロンドンに拠点を置くアダックス・キャピタル・LLPの会長であり、フォーミュラEのCEOを務めている。

## 初期の経歴と学歴
アルジェリア系ベルギー人で銀行家の父ヨセフ・アガグとスペイン人の母との間に生まれ、マドリードやパリ、ニューヨークで育った。 マドリードの金融大学院（CUNEF）で経済学とビジネス研究の学位を得て卒業し、スペイン語、英語、フランス語、イタリア語の4か国語が堪能である。

## 政治家として
アガグの政治家としてのキャリアは18歳の当時野党だった国民党の青年団体、「国民党の新世代（Nuevas Generaciones, NNGG）」の一員になったことに始まる。大学時代から政治活動に関わっていたため、組織ではどんどん出世していった。また、言語の知識量から党の国際関係の部門に加わった。この間に、アガグはNNGGを代表してDEMYCやEYCDのようなヨーロッパやその他世界中の中道右派の政党の各青年政治組織を寄せ集めるため、広く旅した。
1994年、NNGGの大会にて国際事務局長に選出された。同年、経済学を修めて卒業すると、欧州人民党（European People's Party, EPP）副事務総長の地位の申し入れを受けた。このオファーは数か月前に行われた選挙の結果選ばれたドイツ人のクラウス・ヴェレ事務総長直々のものだった。ヴェレはアガグと青年組織のときにすでに顔を合わせており、そのことからアガグが23歳でEPPに入ることになった。この年、アガグは欧州議会選挙に立候補し、エクストレマドゥーラ州の町村で選挙活動を行ったものの、結果は落選した。
副事務総長としては、EPP内で異なる政策をもつ作業グループらとの調整や議会で提案される政策文書の起草を担当した。また、欧州理事会が開かれる前に会合を行い、すべてのEPPの党首や政府らが参加するサミットの一員であった。
1996年、スペインでの選挙は中道右派が勝利したことから、ホセ・マリア・アスナール首相が指名する助手の職に就いた。首相には外交・軍事・政治を担当する3人の助手がおり、アガグは政治担当だった。25歳のときにこの職に選ばれ、3年間在職することになる。
1999年、28歳で欧州議会議員に選出され、経済金融問題委員会に入り、 独占禁止法に力を注いだ。2000年、議会への独占禁止法に関する報告を取りまとめ、現行の独禁法へと再起草した。

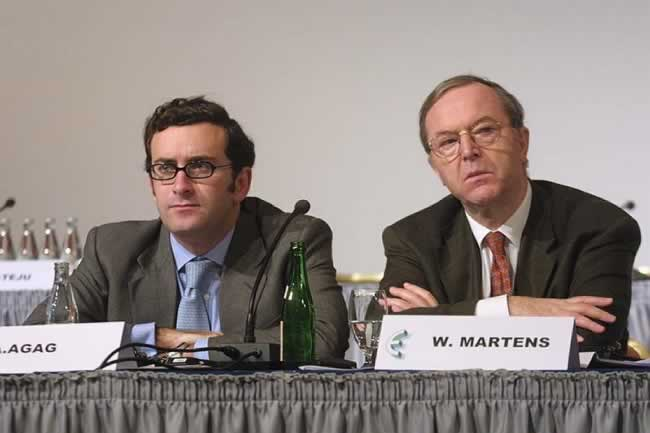
ベルリンで行われたEPP党大会でのアガグとウィルフリート・マルテンス

この年の初め、同僚クラウス・ヴェレに代わってEPPの事務総長に選ばれた。ヴェレは組織を東欧へと拡大することを委任し、アガグが事務総長であった期間にこの地域から20以上もの新しい政党が加わることになる。この年の終わりの選挙で初めてEPPは勝利し、欧州議会で最大の勢力となった。
アガグはイタリアにおいても積極的に活動した。党内でも反対する者もいる中での決断となったが、シルヴィオ・ベルルスコーニの党であるフォルツァイタリアをEPPへと受け入れた。この結果、フォルツァ・イタリアは2001年のイタリアでの選挙に勝利することができた。アガグはローマで行われたフォルツァ・イタリアの閉党式に参加している。
2000年、メキシコにてキリスト教民主インターナショナル（この会合で改称し、現在は中道民主インターナショナル）の事務総長に選ばれた。この国際的な政治組織には世界中から90以上もの政党が参加している。
2001年、ビジネスやスポーツ促進活動を行っていくために政治家としての活動を終えた。翌年、EPPは彼の旧友でもあるアスナールによってアントニオ・ロペス・イストゥリズに引き継がれた。

## ビジネスマンとして
2002年、アガグはロンドンに拠点を移し、自身のコンサルティング会社を始め、通信、エネルギー、メディアといった多方面の分野を取り扱っている。財務アドバイスやファンドのマネジメントにも活動を拡大し、金融サービス機構（FSA, Financial Services Authority）の取り締まりの下でアダックス・キャピタル・LLPという会社をつくった。スペインのロスチャイルド銀行の前CEOで、リーマン・ブラザーズで働いていたイグナチオ・ムニョス・アロンソによって2009年に加わり、現在はアダックスの会長を務めている。
2007年、フィナンシャル・タイムズ紙でスペイン経済界での「10人の有力者(Shakers and Movers)」の1人に挙げられた。「政界の希望(political hopeful)」や「経済人(economist)」、「銀行家(banker)」、「根気強いディール・メーカー(indefatigable dealmaker)」とFT紙で評されている。
アガグはしばしば、メディアで彼の幅広い交流や世界中の政治やビジネスについて言及しており、スペインの新聞エル・パイスでノキアのSIMカードを「プリンセス」と記している。
2008年、GQ紙にてスペインの「ビジネスマン・オブ・ザ・イヤー」に選ばれた。

## F1、フォーミュラE、GP2、サッカー
アガグはスポーツにおけるビジネスの中でも、モータースポーツとサッカーへ主に力を注いでいる。エル・パイス紙によると、フラビオ・ブリアトーレと共にF1のスペインでの放映権を早くから獲得したという。これは、イギリスに拠点を置く彼の会社を通して成し遂げられ、スペインでのF1視聴者の増大に多大な貢献を与えた。また、ビジネスの傍らでスポンサーとしても大きく関わっており、近年のスポーツ界で成功した「影の立役者」とも言われている。
2007年には、元F1ドライバーでもあるエイドリアン・カンポスからチームを受け継ぐかたちでGP2シリーズに参戦していたアッダクス・チームのオーナーとなった。チームは2008年にタイトルを獲得し、2009年も2番目の好成績を残している。チームのメインスポンサーはカタールの不動産会社バルワで、アッダクスからロマン・グロージャン、ヴィタリー・ペトロフ、ルーカス・ディ・グラッシという3人ものF1ドライバーを輩出した。2010年、GP3シリーズにも参戦した。
スポーツとの関わりを通じてブリアトーレやバーニー・エクレストン、ラクシュミー・ミッタルといった有力者たちと交流するようになり、2007年にブリアトーレとエクレストンがイギリスのサッカークラブのクイーンズ・パーク・レンジャーズFCを買収することに至る。
アガグはこのサッカーチームのチェアマンを引き継がれる数か月の期間務め、その後は株主として留まっている。チームがプレミアリーグへと復帰することを目的とし、2011年にこの目標は達成された。
現在は、2014年の9月から始まった新カテゴリのフォーミュラEに関わっている。アガグは運営団体であるフォーミュラE・ホールディングスのCEOを務めており、最初のシーズンでは北京やプトラジャヤ、プンタ・デル・エステ、ブエノスアイレス、マイアミ、ロングビーチ、モナコ、モスクワ、ロンドンという10もの都市での開催に向けて立ち上げに関わった。2014年9月13日、北京大会を皮切りに各地の公道コースでレースが行われている。

## 私生活
2002年9月5日、アガグはホセ・マリア・アスナール首相の娘アナ・アスナール・ボテラと結婚し、マドリードのエル・エスコリアル修道院で挙式を行った。来賓として、フアン・カルロス1世やソフィア妃、イギリスのトニー・ブレア首相が招かれた。